# Neuherberg (Pfofeld)

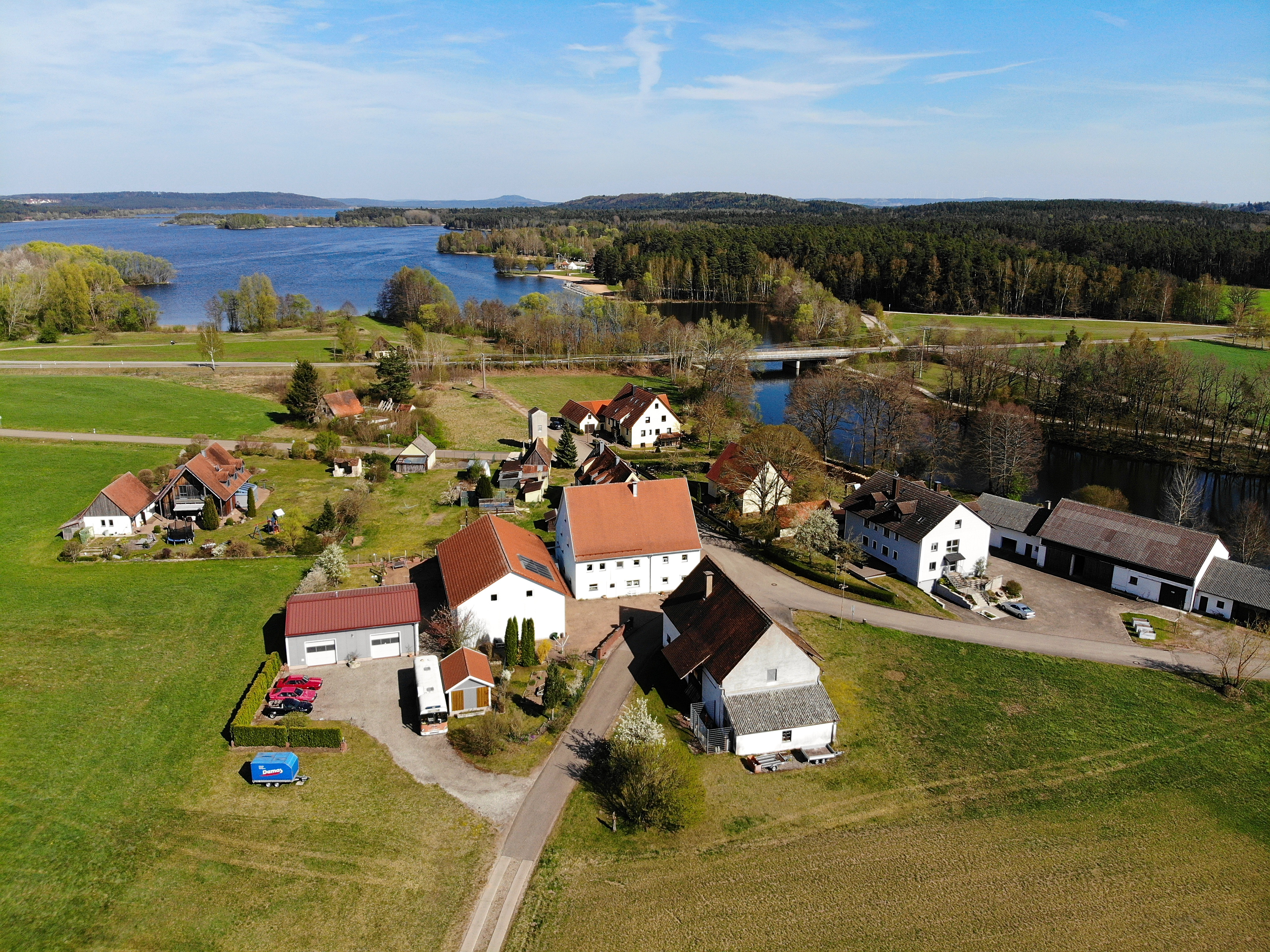
Neuherberg Luftaufnahme (2020). Im Hintergrund der kleine Brombachsee.

Neuherberg ist ein Gemeindeteil der Gemeinde Pfofeld im Landkreis Weißenburg-Gunzenhausen (Mittelfranken, Bayern). Neuherberg liegt in der Gemarkung Thannhausen.

## Lage
Der Weiler liegt auf einer Höhe von 414 m ü. NHN westlich des Kleinen Brombachsees und knapp nördlich der Einmündung des Altmühlüberleiters in den Kleinen Brombachsee. Die nächstgelegene Stadt ist das rund sieben Kilometer entfernte Gunzenhausen. Östlich führt die Kreisstraße WUG 1 vorbei, von der eine Straße nach Neuherberg und zum direkt angrenzenden Pfofelder Gemeindeteil Hühnermühle abzweigt.

## Ortsnamendeutung
Der Ortsname wird gedeutet als „Zur neuen Herberge (als Haus zum Übernachten für Fremde)“.

## Geschichte
Die Erstnennung ist fraglich: 1214 wird in einem Pappenheimer Urbar eine „tauern“ (=Einkehrstätte)  „bi dem wiaer“ erwähnt, also „bei dem Weiher“ (gemeint könnte der „Hüner Weyer“ der Hühnermühle aus einer Urkunde von 1398 sein). Die Inhaber waren Eigenleute des Marschalls von Pappenheim. Die nächste Nennung stammt erst wieder aus dem frühen 16. Jahrhundert: Anna von Lentersheim hat beim „wirt zu der neüen herberg“ eine gewisse Summe Geldes ausgegeben. Das Wirtshaus war also neu erbaut worden, entweder erstmals oder anstelle eines alten Wirtshauses. Die Benennung als „neue Herberge“ hält sich von da ab in Schreibvarianten. Beispielsweise wird die „wirttschafft“ 1585 bei einem Wiesenverkauf  „Neuenherberg“ genannt. Für 1608 erfährt man, dass die Herren von Absberg das Wirtshaus besaßen und das Anwesen ihnen vogt- und gültbar war, während die Fraisch  dem markgräflich-ansbachischen Amt Gunzenhausen oblag. Nach dem Aussterben der Absberger war der Besitz dem Deutschordensamt Absberg zinspflichtig. Wohl infolge des Dreißigjährigen Krieges lag die Neuherberg benachbarte Hühnermühle noch gegen Ende des 17. Jahrhunderts öde. Als solche kaufte sie 1693 der Neuherberg-Wirt Hans Schmidt dem Deutschen Orden in Ellingen ab. Für 1732 erfährt man, dass der Wirt den Zehnt in die Pfarrei Absberg zu geben hat, dass die Vogtei inner Ettern vom Deutschen Orden in Ellingen wahrgenommen wird, während die Vogtei außer Ettern und die hohe Fraisch weiterhin markgräflicher Besitz sind und vom Oberamt Gunzenhausen wahrgenommen werden. 1750 betreibt ein Leonhard Schnitzlein die Neuherberg. 1792 wird Neuherberg mit dem Markgrafentum Ansbach preußisch.
Am Ende des Heiligen Römischen Reichs geht der Weiler mit dem ehemaligen Fürstentum Ansbach infolge des Reichsdeputationshauptschlusses 1806 an das neue Königreich Bayern über, wo er im Landgericht/Rentamt Gunzenhausen ab 1808 dem Steuerdistrikt Absberg, ab 1811 der Ruralgemeinde Absberg und ab 1818 der Ruralgemeinde Thannhausen zugehörig ist.
Im Zuge der Gebietsreform in Bayern wurde die Gemeinde Thannhausen am 1. Mai 1978 aufgelöst. Der Weiler Neuherberg kam zu Pfofeld.

## Einwohnerzahlen
- 1818: 10 Einwohner[7]
- 1824: 10 Einwohner, 1 Anwesen[7]
- 1861: 7 Einwohner, 3 Gebäude[8]
- 1950: 17 Einwohner, 2 Anwesen[7]
- 1961: 15 Einwohner, 3 Wohngebäude[9]
- 1987: 8 Einwohner[10]
- 30. Juni 2008: 9 Einwohner[11]
- 31. Dezember 2010: 8 Einwohner